# Acrocercops chrysophylli
Acrocercops chrysophylli är en fjärilsart som beskrevs av Lajos Vári 1961. Acrocercops chrysophylli ingår i släktet Acrocercops och familjen styltmalar.
Artens utbredningsområde är Zimbabwe. Inga underarter finns listade i Catalogue of Life.